# Каценельсон, Авраам
Авраам Каценельсон (ивр. אברהם קצנלסון‎, также Авраам Нисан ивр. אברהם ניסן‎ род. 1888 год, Бобруйск, Минская губерния, Российская империя — 18 мая 1956 года, Израиль) — сионистский активист, один из подписавших декларацию независимости Израиля.

## Биография
Авраам Каценельсон родился в 1888 году в Бобруйске (Российская империя, ныне Республика Беларусь), в семье Нисана ха-Коген Каценельсон (Торговец и общественный деятель, родственник еврейского педагога и писателя Якова Каценельсона) и Зельды Лены Розовоской, дочери раввина Мордехая Лейба Розовского.
Каценельсон был не единственным ребёнком в семье, помимо него была ещё две сестры: Фрида и Рахель, жена 3-го президента Израиля Залмана Шазара. Также у Авраама было три брата: Шмуэль Каценельсон, Реувен Каценельсон и Иосиф Каценельсон.
Авраам обучался в хедере и гимназии Бобруйска, после этого он иудаизм, естественные науки и медицину в университетах Петербурга и Москвы. Кроме степени доктора медицины (1914) является обладателем степени бакалавра естественных наук (1912).
Во время Первой мировой войны (1914 — 1918) он работал военным врачом, в русской армии. В 1917 году, между двумя революциями, Каценельсон возглавил «Объединение солдат-евреев на Кавказском фронте», всего около десяти тысяч человек. Иосиф Трумпельдор привлёк Авраама Каценельсона, к своей деятельности. Трумпельдор собирался собрать двухсот тысячную армию солдат-евреев, чтобы помочь Великобритании в борьбе с турками в Палестине.
В 1919 году Каценельсон женился на Симе, дочери врача Зеэва Каплана.
В 1919 и 1920 годах он работал директором «Сионистского комитета Эрец-Исраэль» в Стамбуле.
В 1921 — 1923 годах Авраам Каценельсон работал в центральном офисе Хатахдут (объединения организаций Ха-Поэль ха-Цаир и Цеирей Цион) в Вене и Берлине.
В 1924 году он репатрировался в Палестину. В период с 1924 по 1930 год Авраам Каценельсон занимал должность директора департамента здравоохранения в Еврейском агентстве. С 1931 года он входил в Ваад Леуми.
В мае 1948 года Каценельсон стал одним из тех, кто подписал Декларацию независимости Израиля. В период между 1949 и 1950 годом он входил в израильскую делегацию в Ассамблее Организации Объединённых наций. В 1950 году Авраам Каценельсон начал работать в министерстве иностранных дел Израиля, и в ноябре того же года он был направлен посланником в Стокгольм (Швеция). В 1956 году из-за состояния здоровья он вынужден был вернуться в Израиль, где и скончался 18 мая 1956 года.
У Авраама Каценельсона, было двое детей: сын Шмуэль Каценельсон, и дочь Зеэва Пелед.